# Uherský velkokníže
Uherský velkokníže (maď. Nagyfejedelem) bylo označení, kterým se označovali vládci Uherského velkoknížectví v 9. a 10. století.
Velkokníže byl volen pravděpodobně vůdci sedmi uherských a třech chazarských kmenů. Prvním velkoknížetem byl pravděpodobně Almoš, otec Arpáda. Naopak posledním panovníkem, který se tituloval jako uherský velkokníže byl Štěpán I. Svatý, který se na přelomu roku 1000 a 1001 nechal korunovat na uherského krále.

## Seznam uherských velkoknížat
- Almoš (asi 850 – asi 895)
- Arpád (asi 895 – asi 907)
- Zoltán (asi 907 – asi 950)
- Fajsz (asi 950 – 955)
- Takšoň (asi 955 – asi 970)
- Gejza (asi 970 – 997)
- Štěpán I. Svatý (997–1000)

Z 1. poloviny 10. století nejsou známy téměř žádné zprávy, historici se často přou o tom, jestli je seznam kompletní. Hovoří se především Zoltánových bratrech, Leventovi, Jelekovi a Jutocsovi, kteří mohli být uherskými velkoknížaty v 1. polovině 10. století. Kvůli nedostatku zpráv je však známý pouze Zoltán.